# Sparrmannia
Sparrmannia L.f., 1782 è un genere di piante della famiglia delle Malvacee native dell'Africa.

## Tassonomia
La classificazione tradizionale attribuiva il genere Sparrmannia alla famiglia delle Tiliaceae mentre la moderna classificazione APG lo include tra le Malvacee (sottofamiglia Grewioideae, tribù Apeibeae).
Il genere comprende tre specie:
- Sparrmannia africana L. f.
- Sparrmannia discolor Baker
- Sparrmannia ricinocarpa (Eckl. & Zeyh.) Kuntze